# Сердюк, Егор Александрович
Егор Александрович Сердюк (род. 3 июня 2001, Новосибирск) — российский хоккеист, нападающий.

## Биография
Начинал заниматься хоккеем в «Сибири», в ноябре 2014 года перешёл в «Авангард». В сезоне 2017/18 играл в команде МХЛ «Омские ястребы». На импорт-драфте CHL был выбран в первом раунде под № 37 клубом QMJHL «Викториавилл Тайгерз», за который отыграл три сезона. На драфте НХЛ 2019 года был выбран в 6-м раунде под общим 165-м номером клубом «Филадельфия Флайерз».
Вернувшись в Россию, стал играть за команду ВХЛ «Омские крылья». 7 ноября 2021 года в домашней игре против «Авангарда» против московского «Динамо» (1:3) дебютировал в КХЛ, проведя единственный матч в сезоне в лиге. Позже также стал выступать за «Омских ястребов». 29 апреля 2022 года продлил контракт на два года. 17 августа 2023 года был обменян в «Сибирь». 30 августа перешёл в команду ВХЛ «Динамо» Санкт-Петербург.
Победитель хоккейного турнира зимнего европейского юношеского Олимпийского фестиваля 2017 в составе сборной России. Чемпион QMJHL (2021). Бронзовый призёр чемпионата МХЛ (2022).